# Ludwig Rosenstiel
Ludwig Rosenstiel (* 30. April 1806 in Darmstadt; † 20. Dezember 1863 ebenda) war ein deutscher Revolutionär.

## Leben
Rosenstiel war ein Sohn des hessischen Regierungsbeamten Georg Ludwig Reinhard Rosenstiel. Er besuchte das Gymnasium in Darmstadt und studierte ab November 1825 Rechtswissenschaften an der Ludwigs-Universität in Gießen. Dort wurde er zunächst Mitglied der Corps Hassia und Starkenburgia. Später setzte er seine Studien in Heidelberg fort und trat der dortigen Burschenschaft bei, so wurde er 1829 Mitglied der Alten Heidelberger Burschenschaft/Fäßlianer. Nach seiner Rückkehr nach Gießen wurde er ebenfalls Burschenschafter und trat nach Auflösung der Gießener Burschenschaft nach dem Frankfurter Wachensturm dem Corps Palatia bei, in dem sich die früheren Burschenschafter 1833/34 sammelten.
Wegen Teilnahme an den Gießener Vorbereitungen zum Frankfurter Wachensturm wurde Rosenstiel im Herbst 1833 verhaftet und in Friedberg inhaftiert. Anfang März 1833 wurde er freigelassen. Rosenstiel gehörte zum weiteren Umfeld von Georg Büchner, wenngleich er sich von dessen konspirativer Tätigkeit und der Verteilung des Hessischen Landboten, die er für überflüssig hielt, distanzierte. Gleichwohl beteiligte er sich an den Plänen zur Befreiung von Karl Minnigerode, der bei der Verbreitung des Hessischen Landboten verhaftet worden war, sowie im Oktober 1834 an der Beschaffung einer Druckerpresse zur Herstellung von Flugblättern. Ab September 1835 wurde erneut steckbrieflich nach ihm gefahndet. Vor dem Zugriff der Untersuchungskommission hatte sich Rosenstiel allerdings schon zuvor (zwischen März und August 1835) nach Straßburg abgesetzt, wo er Kontakt zu alten Weggefährten wie August Becker hielt und sich als Anhänger des Fourierismus weiter politisch betätigte.
Zeitweilig lebte Rosenstiel in Mülhausen. Später kehrte er nach Deutschland zurück und ist ab 1854 wieder in Darmstadt nachgewiesen, wo er im Dezember 1863 starb.